# Auribail
Auribail (okzitanisch: Aurivalh) ist eine südfranzösische Gemeinde mit 195 Einwohnern (Stand: 1. Januar 2022) im Département Haute-Garonne in der Region Okzitanien (zuvor Midi-Pyrénées). Die Gemeinde gehört zum Arrondissement Muret und zum Kanton Auterive. Die Einwohner werden Auribaillais und Auribaillaises genannt.

## Lage
Auribail liegt etwa zwölf Kilometer südsüdöstlich von Muret. Umgeben wird Auribail von den Nachbargemeinden Beaumont-sur-Lèze im Norden und Nordwesten, Miremont im Osten und Nordosten, Lagrâce-Dieu im Südosten, Saint-Sulpice-sur-Lèze im Süden und Südwesten sowie Montaut im Westen.

## Geschichte
Ausgrabungen erbrachten Funde aus gallo-römischer Zeit. 
Auribail wird erstmals im 12. Jahrhundert in einem Güterverzeichnis der Benediktinerabtei Saint-Pierre in Lézat erwähnt, die das meiste Land auf dem heutigen Gemeindegebiet besaß. 

## Bevölkerungsentwicklung
| Jahr                       | 1962 | 1968 | 1975 | 1982 | 1990 | 1999 | 2006 | 2013 | 2019 |
| Einwohner                  | 160  | 156  | 138  | 120  | 137  | 162  | 214  | 224  | 200  |
| Quellen: Cassini und INSEE |      |      |      |      |      |      |      |      |      |

## Sehenswürdigkeiten
- Kirche Saint-Brice, erbaut ab dem 15. Jahrhundert
- Schloss, erbaut ab dem 13. Jahrhundert